# Will Machin
Will Machin (Coventry, 12 dicembre 1882 – Los Angeles, 9 settembre 1928) è stato un attore inglese che lavorò negli Stati Uniti. Nella sua carriera cinematografica che va dal 1915 al 1922 girò una ventina di film.

## Filmografia
- The Runt, regia di Colin Campbell - cortometraggio (1915)
- Just as I Am, regia di Colin Campbell - cortometraggio (1915)
- The Ne'er Do Well
- The Buried Treasure of Cobre
- The Cycle of Fate
- In Jungle Wilds
- The Country That God Forgot
- The Crisis, regia di Colin Campbell (1916)
- Twisted Trails
- The Garden of Allah, regia di Colin Campbell (1916)
- The Eyes of the World, regia di Donald Crisp (1917)
- Little Lost Sister, regia di Alfred E. Green (1917)
- The Lad and the Lion, regia di Alfred E. Green (1917)
- The Friendship of Beaupere, regia di Alfred E. Green - cortometraggio (1917)
- The Yellow Dog, regia di Colin Campbell (1918)
- The Web of Chance, regia di Alfred E. Green (1919)
- The Corsican Brothers, regia di Colin Campbell e Louis J. Gasnier (1920)
- The Man Who Had Everything
- Forget Me Not, regia di W. S. Van Dyke